# Grund (Familienname)
Grund ist ein Familienname, der vor allem im deutschsprachige Raum vorkommt. Er geht auf die mittelhochdeutsche Ortsbezeichnung -grunt zurück, die Grund, Vertiefung, Tal oder Niederung bedeutet. Der Name tritt seit etwa 1420 auf.

## Varianten
- Grunder[2]
- Gründer[3]

## Namensträger
- Alexandra Grund-Wittenberg (* 1971), deutsche evangelische Theologin
- Alfred Grund (1875–1914), österreichischer Geologe und Geograph
- Andreas Grund (* 1960), deutscher parteiloser Kommunalpolitiker, Bürgermeister von Neustrelitz
- Annelie Grund (* 1953), deutsche Glaskünstlerin, Malerin und Musikerin
- Annelies Grund (* 1923), deutsche Schriftstellerin
- Benjamin Grund (* 1980), deutscher Sänger (Tenor) und Komponist
- Bernhard Grund (1872–1950), deutscher Jurist, Industrieller und Politiker (DDP)
- Bert Grund (1920–1992), deutscher Filmkomponist
- Christoph Grund (* 1961), deutscher Pianist und Komponist
- Christoph Ludwig Grund (1737–1760), deutscher Geodät und Kartograf
- Frank Grund (* 1958), deutscher Jurist und Versicherungsmanager, Exekutivdirektor der Bundesanstalt für Finanzdienstleistungsaufsicht (BaFin)
- Franz Grund (1804–1863), österreichisch-amerikanischer Journalist und Politiker
- Friedl Behn-Grund (1906–1989), deutscher Kameramann
- Friedrich Grund (Wasserbauingenieur) (1814–1892), deutscher Wasserbauingenieur
- Friedrich Karl Grund, deutscher Schauspieler, Aufnahmeleiter und Drehbuchautor
- Friedrich Wilhelm Grund (Komponist) (1791–1874), deutscher Komponist, Dirigent und Musiklehrer
- Friedrich Wilhelm Grund (Fabrikant) (1839–1903), deutscher Waggonfabrikant
- Georg Grund (1878–1944), deutscher Mediziner
- Hans Grund (Generalmajor) (1896–1976), deutscher Generalmajor der Luftwaffe
- Hans-Günter Grund (* 1941), deutscher Fußballspieler
- Hans-Jürgen Grund (* 1954), deutscher Handballspieler und -trainer
- Hartmut Grund (1917–2004), deutscher Drehbuchautor und Filmproduzent
- Heinrich Grund (1892–1948), deutscher Politiker (NSDAP)
- Hermann Grund (1893–1953), deutscher Filmproduzent
- Horst Grund (1915–2001), deutscher Kameramann und Fotograf
- Ida Grund (1911–1982), deutsche Politikerin (SPD), MdA Berlin
- Iris Grund (* 1933), deutsche Architektin
- Johann Grund (Maler) (1808–1887), österreichisch-deutscher Maler
- Johann Jakob Norbert Grund (1755–1814), böhmischer Maler, Autor und Musiker
- Johanna Grund (1934–2017), deutsche Journalistin und Autorin
- Josef Carl Grund (1920–1999), deutscher Schriftsteller
- Kati Grund (* 1982), deutsche Politikerin (Die Linke), siehe Kati Engel
- Kevin Grund (* 1987), deutscher Fußballspieler
- Manfred Grund (Bühnenbildner) (1929–2015), deutscher Bühnenbildner
- Manfred Grund (Politiker, 1936) (1936–2003), deutscher Politiker (LDPD)
- Manfred Grund (Politiker, 1955) (* 1955), deutscher Politiker (CDU)
- Manfred Grund (Fußballspieler) (* 1962), österreichischer Fußballspieler
- Manuel Grund (* 1988), deutscher Musikpädagoge
- Maria Grund (* 1975), schwedische Schriftstellerin
- Norbert Grund (1717–1767), deutsch-böhmischer Maler
- Otto Franz Grund (1890–1945), deutscher Schriftsteller und Dramatiker
- Peter Grund (1892–1966), deutscher Architekt
- Petr Grund (* 1970), tschechischer Fußballspieler
- Rainer Grund (* 1959), deutscher Kunstwissenschaftler und Numismatiker
- Roger Grund, australischer Insektenkundler
- Sámal Petur í Grund (* 1958), färöischer Politiker (Sjálvstýrisflokkurin, Framsókn)
- Uwe Grund (* 1952), deutscher Politiker (SPD) und Gewerkschaftsfunktionär
- Walter Grund (1907–1986), deutscher Richter und Staatssekretär
- Werner Grund (1919–2006), deutscher Maler